# 歐文·加爾旺
歐文·加爾旺（英語：Owen Garvan；1988年1月29日—）是一位愛爾蘭足球運動員，在場上司職中場。他出身在一個足球家庭。他現在效力於英超球隊水晶宮。